# Ronde van Frankrijk 2006/Zevende etappe
De zevende etappe van de Ronde van Frankrijk 2006, een individuele tijdrit, werd verreden op 8 juli tussen Saint-Grégoire en Rennes. Serhij Hontsjar won de etappe en was ook de nieuwe klassementsleider.

## Verloop
De eerste belangrijke afspraak voor de klassementsrenners was de individuele tijdrit van Saint-Grégoire naar Rennes. Net als in de proloog stond de Duitse tijdritkampioen Sebastian Lang lang als eerste genoteerd. Ook diens landgenoten Patrik Sinkewitz, Markus Fothen en Andreas Klöden deden het voortreffelijk. De tijdrit werd uiteindelijk gewonnen door de Oekraïner Serhij Hontsjar, die daarmee op zijn 36e voor het eerst het geel pakte. Van alle favorieten voor het eindklassement reed Floyd Landis, ondanks een fietswissel, de beste tijd. Hij was na Hontsjar de enige die sneller reed dan Lang. Minder goed waren de prestaties van Levi Leipheimer en Jaroslav Popovytsj. Bobby Julich kwam ten val en moest opgeven.
Proloog ·
1e etappe ·
2e etappe ·
3e etappe ·
4e etappe ·
5e etappe ·
6e etappe ·
7e etappe ·
8e etappe ·
9e etappe ·
10e etappe ·
11e etappe ·
12e etappe ·
13e etappe ·
14e etappe ·
15e etappe ·
16e etappe ·
17e etappe ·
18e etappe ·
19e etappe ·
20e etappe
Startlijst · Eindstanden · Afbeeldingen